# Santa Clara e Castelo Viegas
Pour les articles homonymes, voir Santa Clara.
Santa Clara e Castelo Viegas est une paroisse civile portugaise (en portugais : freguesia) de la municipalité de Coimbra dans le district du même nom. Elle est créée en 2013, par fusion des paroisses de Santa Clara et Castelo Viegas.

## Géographie
Santa Clara e Castelo Viegas fait partie des paroisses urbaines de Coimbra. Elle est située sur la rive gauche du Mondego, au sud de la paroisse Coimbra (Sé Nova, Santa Cruz, Almedina e São Bartolomeu) qui correspond au centre-ville historique de Coimbra.

## Histoire
La paroisse est créée par la loi no 11-A/2013 du 28 janvier 2013 portant réorganisation administrative du territoire des freguesias, en fusionnant les paroisses de Santa Clara et Castelo Viegas. Son nom officiel est União das Freguesias de Santa Clara e Castelo Viegas et son siège est fixé à Santa Clara.

## Démographie
Lors du recensement de 2021, Santa Clara e Castelo Viegas compte 11 858 habitants. C'est alors la 5e paroisse la plus peuplée de la municipalité de Coimbra, qui totalise 140 816 habitants.